# Transport per carretera

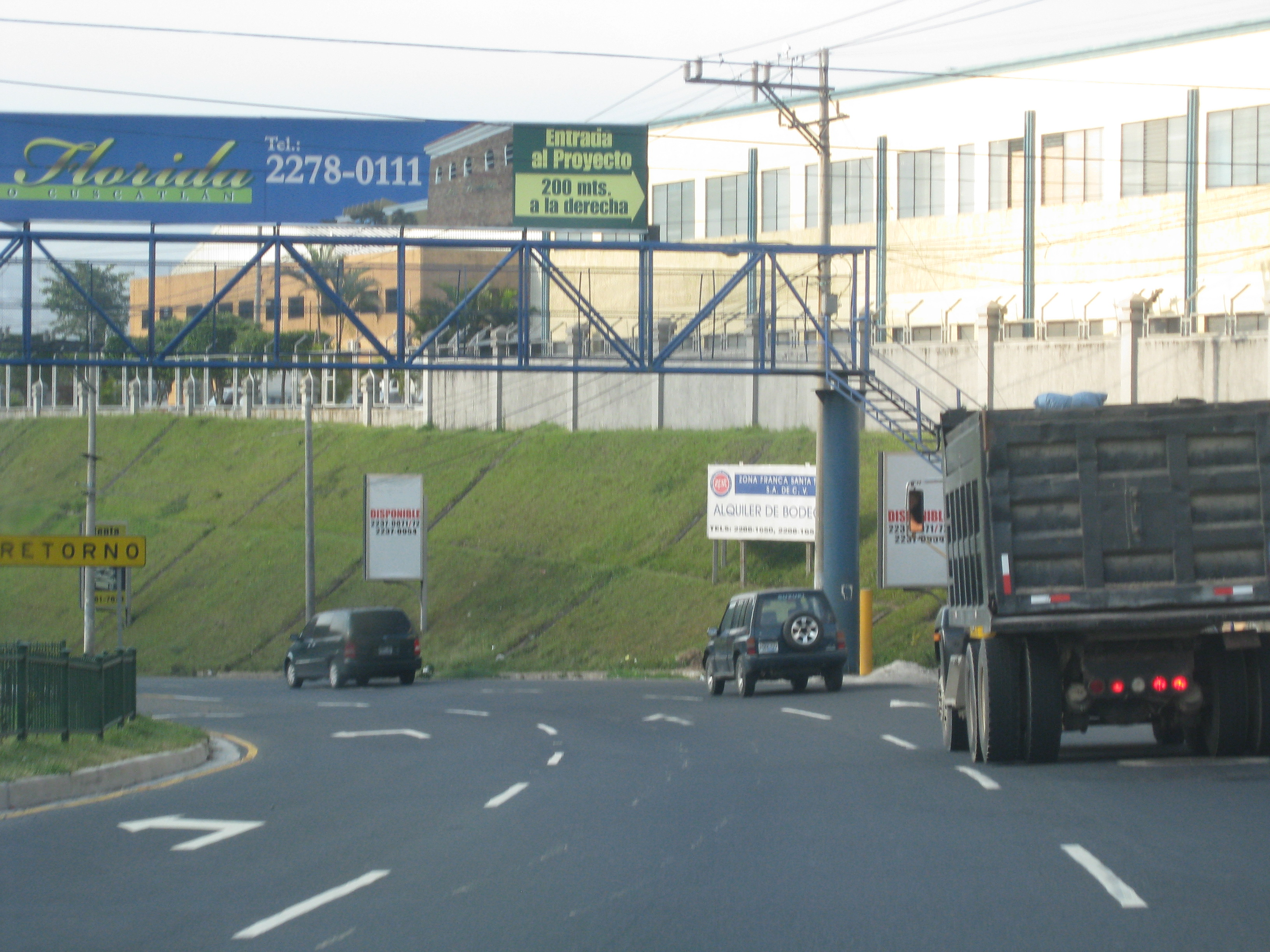
Transport a través de carretera

El transport per carretera és un tipus de transport que utilitza les carreteres. És un dels mitjans més utilitzats avui en dia. Ja sigui a través de cotxes, autobusos, camions, motocicletes...
Els elements del transport per carretera o mode viari són els vehicles, moguts generalment per motors de combustió interna i dotats de rodes i direcció per tal d'adaptar-se a les carreteres per al seu moviment. El bastiment d'una infraestructura de carreteres depèn directament de les tecnologies de construcció de què es disposa i de les solucions necessàries per als diferents entorns de construcció: sorteig d'obstacles, configuracions dels carrers a les ciutats, necessitats d'aparcament de vehicles, etc. Segons dades aportades per la Unió Europea, el transport per carretera és el principal mitjà de desplaçament en l'actualitat, havent-hi un vehicle per cada dos habitants a Europa.

## Història

### Primeres carreteres

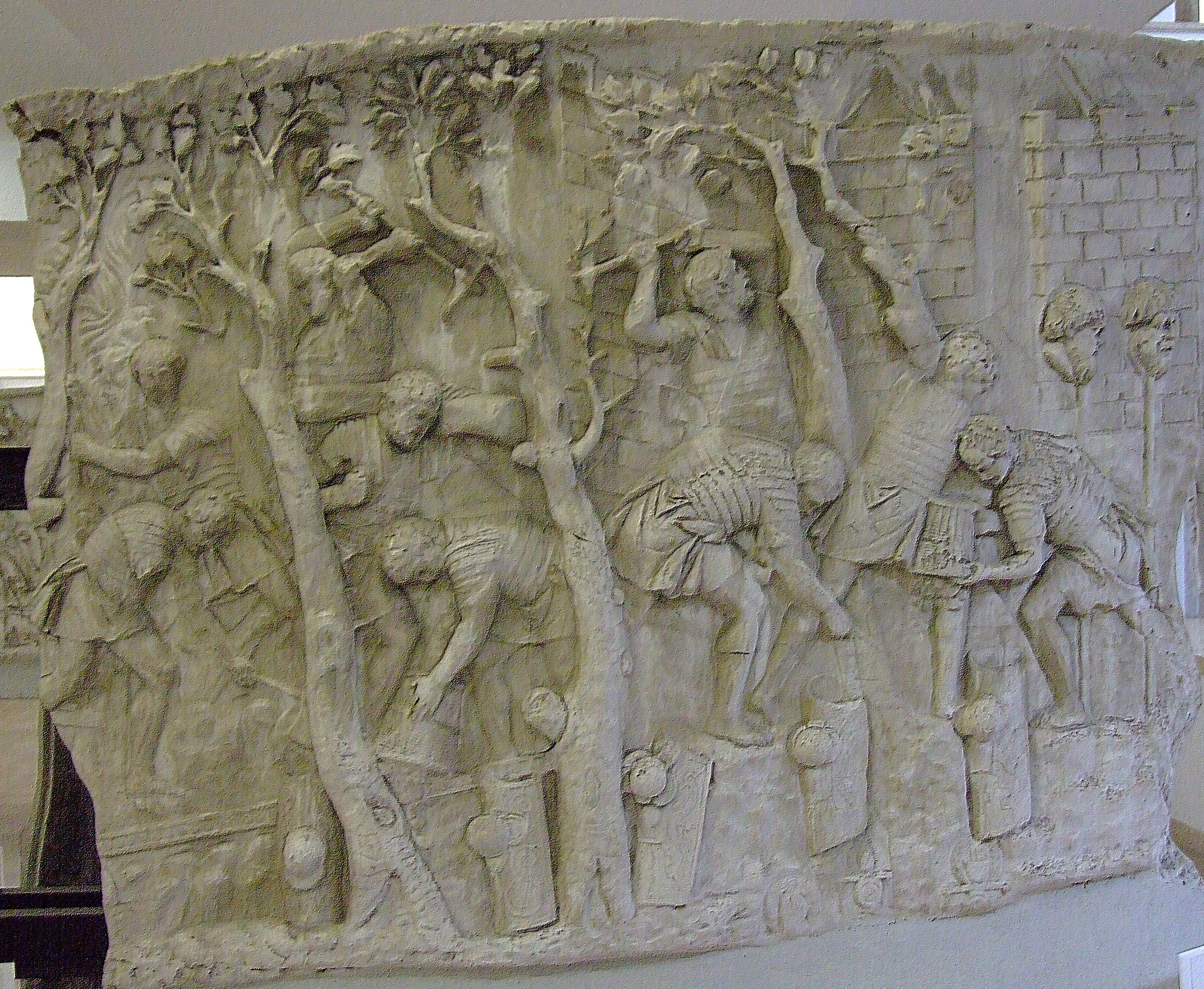
Construcció de camins, representat a la Columna de Trajà.

Els primers mètodes de transport per carretera van ser els cavalls, els bous o fins i tot els humans que transportaven mercaderies per pistes de terra que sovint seguien la pista de caça. Els perses van construir més tard una xarxa de camins reials a través del seu imperi.
Amb l'adveniment de l'Imperi Romà, va ser necessari que els exèrcits poguessin viatjar ràpidament d'una regió a l'altra, i les carreteres que hi havia eren sovint fangoses, fet que retardava molt el moviment de grans masses de tropes. Per resoldre aquest problema, els romans van construir camins sòlids i duradors. Les vies romanes feien servir profunds llits de pedra triturada com a capa subjacent per assegurar-se que es mantinguessin secs, ja que l'aigua sortia de la pedra triturada, en lloc de convertir-se en fang en sòls argilosos. El califat islàmic més tard va construir carreteres asfaltades a Bagdad.

### Noves xarxes de carreteres
A mesura que els estats es van desenvolupar i es van enriquir, sobretot amb el Renaixement, es van començar a construir noves carreteres i ponts, sovint basats en dissenys romans. Encara que hi va haver intents de redescobrir els mètodes romans, hi va haver poca innovació útil en la construcció de carreteres abans del segle XVIII.
A partir de principis del segle XVIII, el Parlament britànic va començar a aprovar una sèrie d'actes que donaven als jutges locals poders per erigir portes de peatge a les carreteres, a canvi d'un manteniment professional. El peatge erigit a Wade's Mill es va convertir en el primer peatge efectiu a Anglaterra. El primer esquema que tenia síndics que no eren jutges es va establir mitjançant una Llei de Turnpike el 1707, per a un tram de la carretera Londres-Chester entre Foothill i Stony Stafford. El principi bàsic era que els síndics gestionarien els recursos de les diverses parròquies per on passava l'autopista, augmentarien aquest amb peatges d'usuaris de fora de les parròquies i aplicarien el conjunt al manteniment de la carretera principal. Aquest es va convertir en el patró per a l'autopista de peatge d'un nombre creixent d'autopistes, buscat per aquells que volien millorar el flux del comerç a través de la seva part d'un comtat.
A l'Àfrica occidental del segle XVIII, el transport per carretera a tot l'Imperi Ashanti es va mantenir a través d'una xarxa de carreteres ben cuidades que connectava la capital Ashanti amb territoris dins de la seva jurisdicció i influència. Després d'una important construcció de carreteres realitzada pel regne de Dahomey, es van establir autopistes de peatge amb la funció de recaptar impostos anuals basats en les mercaderies transportades pel poble de Dahomey i la seva ocupació. La carretera reial va ser construïda a finals del segle XVIII pel rei Kpengla que s'estenia des d'Abomey passant per Cana fins a Ouidah.
La qualitat dels primers camins de peatge era variada. La construcció de carreteres va millorar lentament, inicialment gràcies als esforços d'aparelladors individuals com John Metcalf a Yorkshire a la dècada de 1760. Els constructors britànics d'autopistes de peatge van començar a adonar-se de la importància de seleccionar pedres netes per a la superfície mentre excloïen el material vegetal i l'argila, donant lloc a carreteres més duradores.

## Enginyeria civil industrial
A finals del segle XVIII i principis del XIX, els nous mètodes de construcció d'autopistes havien estat pioners pel treball de tres enginyers britànics, John Metcalf, Thomas Telford i John Loudon McAdam, i per l'enginyer de carreteres francès Pierre-Marie-Jérôme Trésaguet.
El primer constructor professional de carreteres que va sorgir durant la Revolució Industrial va ser John Metcalf, que va construir uns 180 km a turknike Road, principalment al nord d'Anglaterra, des de 1765. Creia que una bona carretera hauria de tenir bons fonaments, estar ben drenat i tenir una superfície llisa convexa per permetre que l'aigua de pluja s'escorre ràpidament a les séquies laterals. Va entendre la importància d'un bon drenatge, sabent que era la pluja la que causava més problemes a les carreteres.
Pierre-Marie-Jérôme Trésaguet va establir el primer enfocament científic de la construcció de carreteres a França al mateix temps. Va escriure un memoràndum sobre el seu mètode el 1775, que es va convertir en pràctica general a França. Es tractava d'una capa de grans roques, coberta per una capa de grava més petita. La capa inferior va millorar la pràctica romana, ja que es basava en la comprensió que la finalitat d'aquesta capa (la subbase o curs base) és transferir el pes de la carretera i el seu trànsit al terra, alhora que protegeix el sòl de deformació repartint el pes de manera uniforme. Per tant, la subbase no havia de ser una estructura autoportant. La superfície de rodament superior proporcionava una superfície llisa per als vehicles alhora que protegia les grans pedres de la subbase.

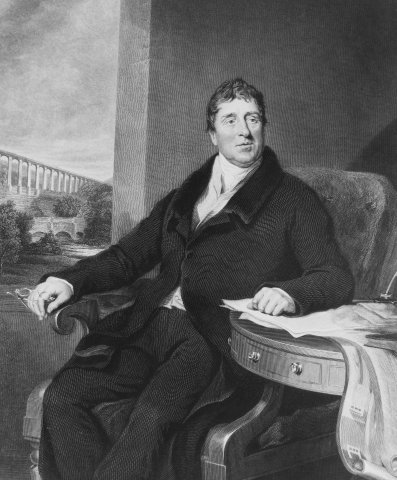
Thomas Telford, el Colós de les carreteres a la Gran Bretanya de principis del.

L'aparellador i enginyer Thomas Telford també va fer avenços substancials en l'enginyeria de noves carreteres i la construcció de ponts. El seu mètode de construcció de carreteres va implicar l'excavació d'una gran rasa en la qual es va establir una base de roca pesada. També va dissenyar els seus camins de manera que baixessin des del centre, permetent el drenatge, una gran millora de l'obra de Trésaguet. La superfície de les seves carreteres era de pedra trencada. També va millorar els mètodes de construcció de carreteres millorant la selecció de la pedra en funció del gruix, tenint en compte el trànsit, l'alineació i els pendents. Durant els seus últims anys, Telford va ser responsable de la reconstrucció de trams de la carretera de Londres a Holyhead, una tasca completada pel seu assistent durant deu anys, John MacNeill.
Va ser un altre enginyer escocès, John Loudon McAdam, qui va dissenyar les primeres carreteres modernes. Va desenvolupar un material de pavimentació econòmic de terra i àrids de pedra (conegut com a macadam). El seu mètode de construcció de carreteres era més senzill que el de Telford, però més eficaç per protegir les carreteres: va descobrir que els fonaments massius de roca sobre roca eren innecessaris, i va afirmar que només el sòl natiu suportaria la carretera i el trànsit, sempre que estigués cobert per una escorça de carretera que protegiria el sòl de sota de l'aigua i el desgast.
També a diferència de Telford i altres constructors de carreteres, McAdam va posar les seves carreteres el més pla possible. El seus 9 m a la carretera només requerien una pujada de tres polzades des de les vores fins al centre. El corbament i l'elevació de la carretera per sobre del nivell freàtic van permetre que l'aigua de pluja s'escorregués a les séquies a banda i banda. La mida de les pedres era fonamental per a la teoria de la construcció de carreteres de McAdam. Els 200 mm del gruix de la carretera es va limitar a pedres de no més de 75 mm. Els 50 mm de la capa de pedres es limitava a 20 mm i la mida i les pedres eren controlades pels supervisors que portaven bàscules. Un treballador podria comprovar ell mateix la mida de la pedra veient si la pedra encaixava a la seva boca. La importància dels 20 mm de mida de pedra era que les pedres havien de ser molt més petites que els 100 mm d'amplada dels pneumàtics del carro de ferro que circulaven per la carretera. Les carreteres de Macadam es van construir als Estats Units i Austràlia a la dècada de 1820 i a Europa als anys 1830 i 1840.

### Segle XX
Les carreteres de Macadam eren adequades per a l'ús de cavalls i carruatges o autocars, però eren molt polsegoses i subjectes a l'erosió amb fortes pluges. El Good Roads Movement es va produir als Estats Units entre finals de la Dècada de 1870 i els anys vint. Els defensors de la millora de les carreteres liderats per ciclistes van convertir l'agitació local en un moviment polític nacional.
Fora de les ciutats, les carreteres eren de terra o grava; fang a l'hivern i pols a l'estiu. Els primers organitzadors van citar Europa, on la construcció i el manteniment de carreteres van comptar amb el suport dels governs nacionals i locals. En els seus primers anys, l'objectiu principal del moviment era l'educació per a la construcció de carreteres a les zones rurals entre ciutats i ajudar a les poblacions rurals a obtenir els beneficis socials i econòmics de les ciutats on els ciutadans es beneficiaven dels ferrocarrils, els tramvies i els carrers asfaltats. Encara més que els vehicles tradicionals, les bicicletes recentment inventades podrien beneficiar-se de bones carreteres rurals. Més tard, no van aguantar l'ús de vehicles de motor a més velocitat. Els mètodes per estabilitzar les carreteres de macadàm amb quitrà es remunten almenys a l'any 1834 quan John Henry Cassell, que operava des de Patent Lava Stone Works de Cassell a Millwall, va patentar Pitch Macadam. Aquest mètode consistia a estendre quitrà a la subterrani, col·locar una capa típica de macadàm i, finalment, segellar el macadàm amb una barreja de quitrà i sorra. El macadàm amb lletada de quitrà es va utilitzar molt abans de 1900 i va implicar escarificar la superfície d'un paviment de macadà existent, estendre quitrà i tornar a compactar. Tot i que l'ús del quitrà en la construcció de carreteres era conegut al segle xii, va ser poc utilitzat i no es va introduir a gran escala fins que l'automòbil va arribar a l'escenari a principis del segle xx.
L'asfalt modern va ser patentat per l'enginyer civil britànic Edgar Purnell Hooley, que va notar que el quitrà vessat a la carretera mantenia la pols baixa i creava una superfície llisa. Va treure una patent el 1901 per a asfalt.

## Camions

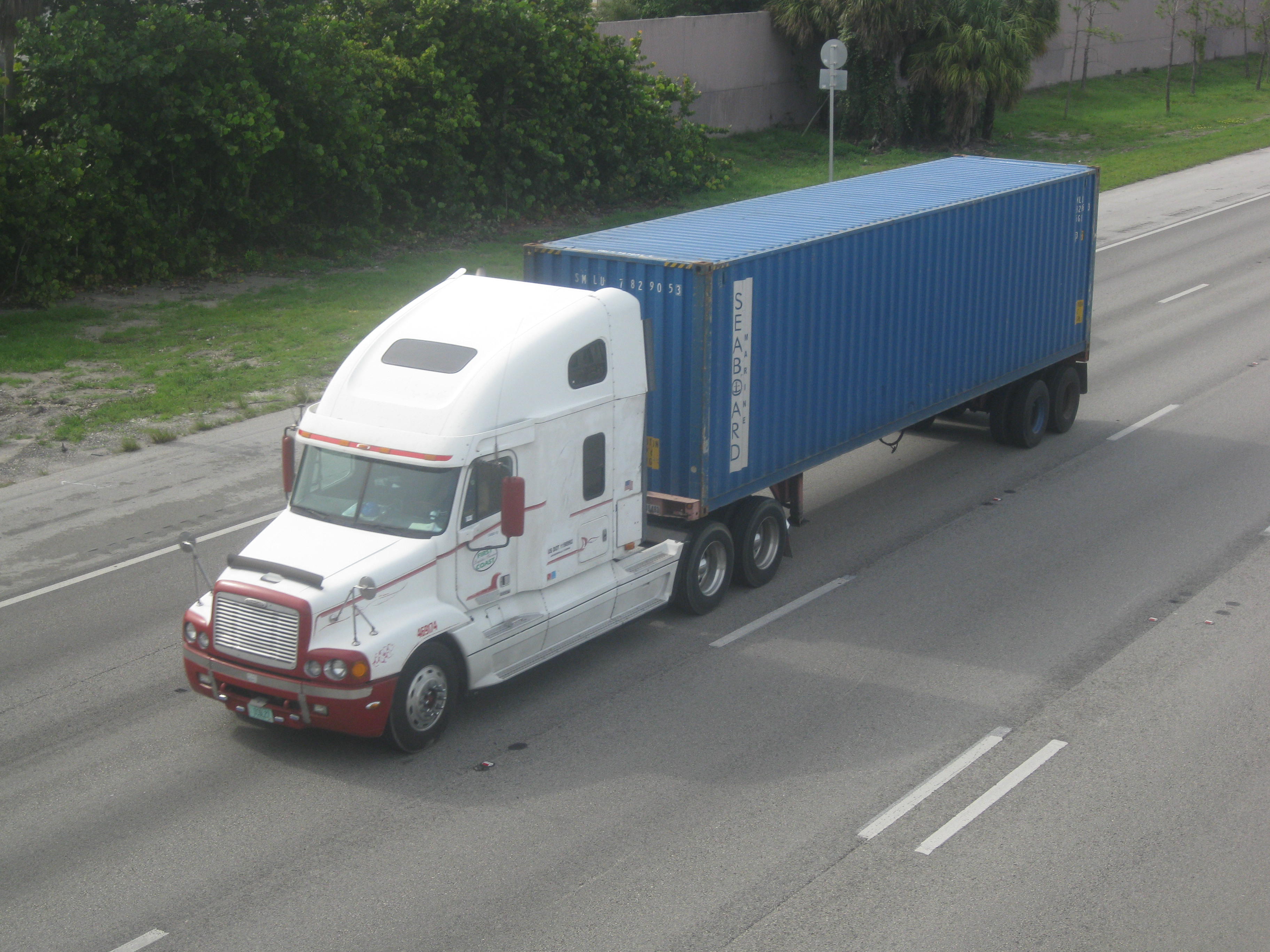
Un camió que transporta un contenidor a la carretera interestatal 95 al sud de la Florida.

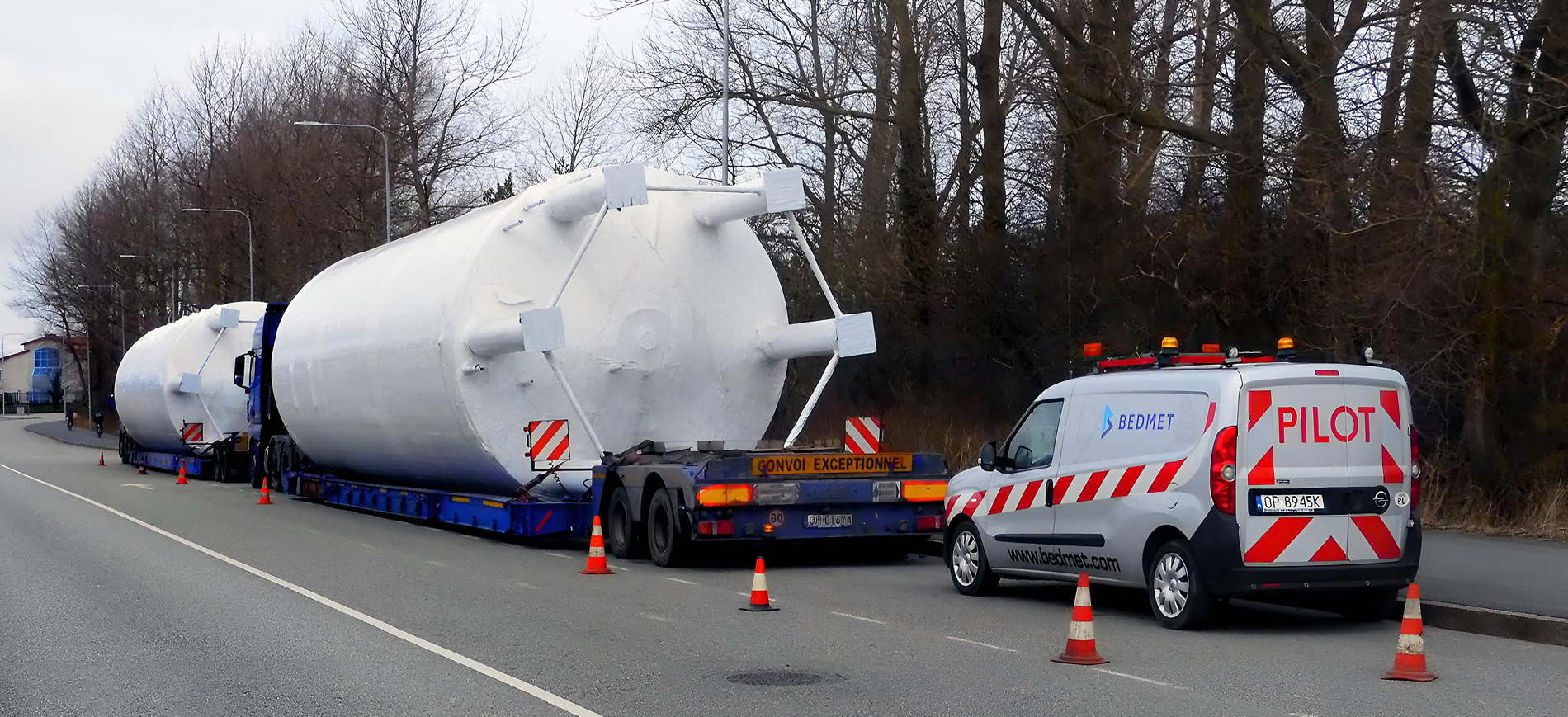
L'empresa de transport polonesa Bedmet utilitza un vehicle especial per transportar dues grans sitges.

Les empreses de camions (en la terminologia de l'anglès americà) o les empreses de transport / transportistes (en anglès britànic) accepten càrrega per al transport per carretera. Els conductors de camions operen de manera independent, treballant directament per al client, o a través de transportistes o agents d'enviament. Algunes grans empreses (per exemple, cadenes de botigues de queviures) operen les seves pròpies operacions internes de camions. La mida del mercat per al transport de mercaderies general va ser de gairebé 125.000 milions de dòlars el 2010.
Als Estats Units, molts camioners són propietaris del seu camió (plataforma) i es coneixen com a propietaris-operadors. Alguns transports per carretera es fan en rutes regulars o només per a un destinatari per tirada (càrrega completa), mentre que d'altres transporten mercaderies des de moltes estacions de càrrega o carregadors diferents a diversos destinataris per tirada (càrrega inferior a la de camió). En uns quants recorreguts llargs, només es coneix la càrrega d'un tram de la ruta (a) quan es carrega la càrrega. És possible que els camioners hagin d'esperar a la destinació per fer un retorn.
Un coneixement d'embarcament emès pel transportista proporciona el document bàsic per al transport de mercaderies per carretera. En el transport transfronterer, el camioner presentarà la càrrega i la documentació proporcionada pel transportista a la duana per a la seva inspecció (per a la CE, vegeu també l'Acord de Schengen). Això també s'aplica als enviaments que es transporten fora d'un port franc.

### Horari de servei
Per evitar accidents causats per la fatiga, els camioners han de complir unes normes estrictes de temps de conducció i períodes de descans necessaris. Als Estats Units i Canadà, aquestes regulacions es coneixen com a hores de servei, i a la Unió Europea com a hores de treball dels conductors. Una d'aquestes normes és el Conveni sobre hores de treball i períodes de descans (transport per carretera), 1979. Els tacògrafs o gravadors electrònics de bord registren les vegades que el vehicle està en moviment i s'ha aturat. Algunes empreses utilitzen dos conductors per camió per garantir un transport ininterromput; amb un conductor descansant o dormint en una llitera a la part posterior de la cabina mentre l'altre condueix.

### Llicències
Els conductors de camions sovint necessiten llicències especials per conduir, conegudes als EUA com a llicència de conduir comercial. Al Regne Unit cal una llicència de vehicle de mercaderies grans. Per al transport de materials perillosos (vegeu mercaderies perilloses) els camioners necessiten una llicència, que normalment els obliga a superar un examen (per exemple, a la UE). Han d'assegurar-se que posen les etiquetes adequades per als perills respectius al seu vehicle. Les mercaderies líquides es transporten per carretera en camions cisterna (en anglès americà) o camions cisterna (en anglès britànic) (també road-cisterna) o en contenidors cisterna especials per al transport intermodal. Per al transport d'animals vius s'han de complir requisits especials en molts països per evitar la crueltat cap als animals (vegeu drets dels animals). Per a productes frescos i congelats s'utilitzen camions frigorífics o frigorífics.

### Peses
Algunes càrregues es pesen al punt d'origen i el conductor és responsable de garantir que els pesos compleixen els estàndards màxims permesos. Això pot implicar l'ús de manòmetres de pes a bord (manòmetres de càrrega), conèixer el pes buit del vehicle de transport i el pes de la càrrega, o utilitzar una bàscula comercial. A les estacions de pesatge de la ruta, comproveu que el pes brut dels vehicles no superi el pes màxim per a aquesta jurisdicció en particular i inclourà el pes dels eixos individuals. Això varia segons el país, els estats d'un país i pot incloure estàndards federals. Els Estats Units utilitzen estàndards federals de la FMCSA que són fórmules de llei pont. Molts estats, no al sistema de carreteres nacionals, utilitzen els seus propis estàndards de carreteres i ponts. Les bàscules d'aplicació poden incloure bàscules portàtils, bàscules amb bàscules de baixa velocitat o bàscules de pesatge en moviment (WIM).
La Unió Europea utilitza la Recomanació Internacional, OIML R 134-2 (2009). El procés pot implicar una casa d'escala i bàscules de baixa velocitat o bàscules de camins o ponts WIM de major velocitat amb l'objectiu de la seguretat pública, així com la seguretat viària i dels ponts, segons la Llei de ponts.

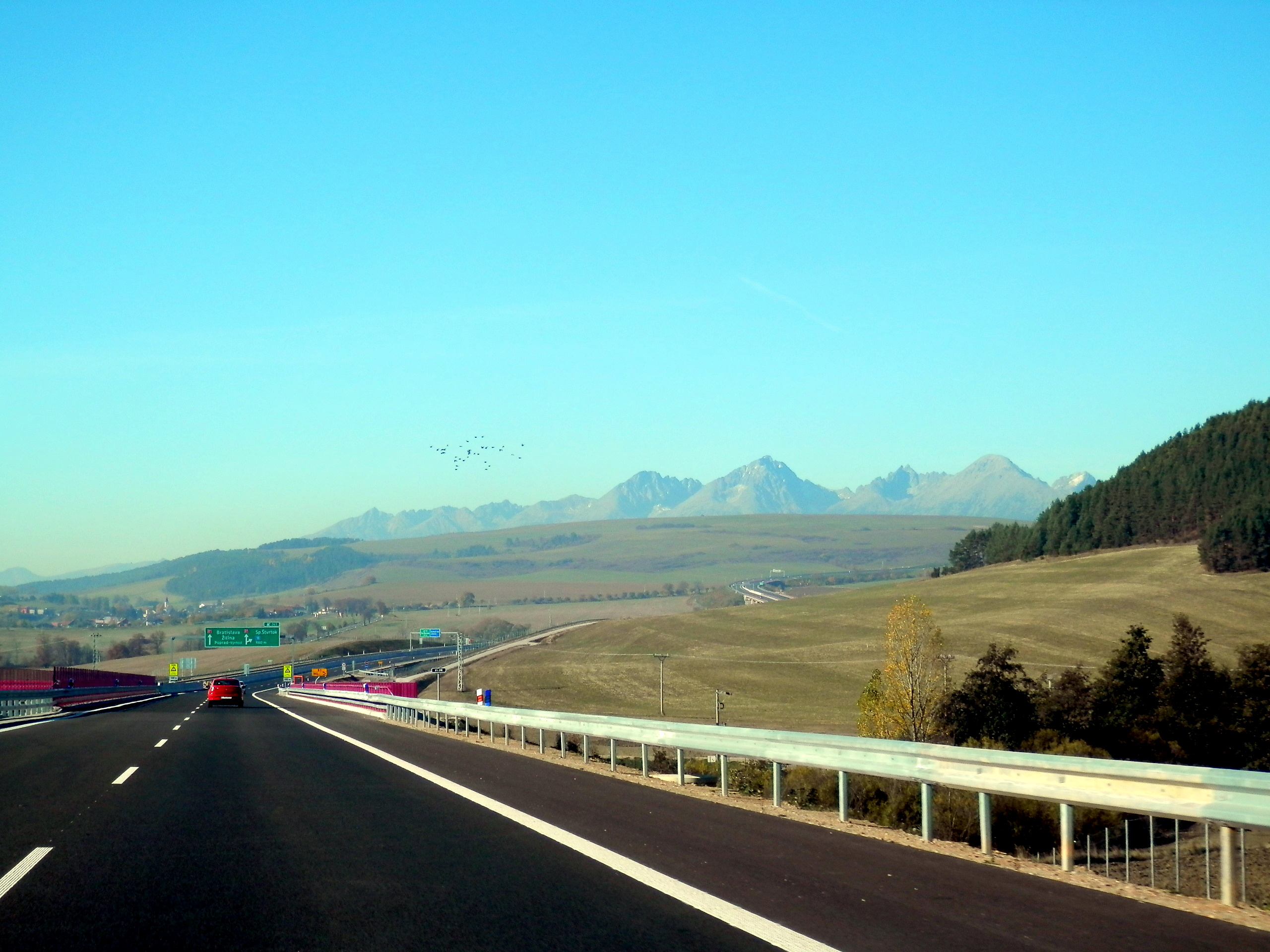
Carretera D1 a Eslovàquia.